# Golf de Dieppe-Pourville
De Golf de Dieppe-Pourville is een Franse golfclub bij Dieppe in Normandië. Het terrein bevindt zich tussen Pourville-sur-Mer en Dieppe, bovenop de kliffen van de Côte d'Albâtre.
De club is een van de zeven 19de-eeuwse Franse golfclubs die nog bestaat.

## De baan
De golfbaan is door Willie Park jr. aangelegd en werd in 1897 geopend.